# Pristimantis dundeei
Pristimantis dundeei är en groddjursart som först beskrevs av Heyer och Carlos Muñoz 1999.  Pristimantis dundeei ingår i släktet Pristimantis och familjen Strabomantidae. IUCN kategoriserar arten globalt som otillräckligt studerad. Inga underarter finns listade i Catalogue of Life.